# Joensuun Kiekko-Pojat
Joensuun Kiekko-Pojat (zkratka: JoKP) je profesionální finský hokejový tým. Byl založen v roce 1953.

## Vyřazená čísla
- # 15 Lauri Mononen
- # 9 Hannu Kapanen